# Eva Beresin
Eva Beresin (* 1955 in Budapest) ist eine österreichische Künstlerin, Malerin und Innenarchitektin, sowie Schauspielerin. Sie lebt und arbeitet seit 1976 in Wien. Ihr künstlerisches Werk umfasst Gemälde und Skulpturen.

## Leben und Ausbildung
Eva Beresin wuchs gemeinsam mit ihrer älteren Schwester in Budapest als Kinder von Holocaust-Überlebenden auf. Die Eltern hatten sich einige Zeit nach ihrer Befreiung kennengelernt. Ihr Vater war Zahnarzt, sowie Kunst- und Antiquitätensammler. Die Mutter (Sari Erdélyi) studierte vor dem Krieg Textilkunde und entwarf Stoffe.
Die elterliche Wohnung war mit Bildern von der Decke bis zum Boden bedeckt. Eva Beresin war von Kindesbeinen an von Kunst umgeben.
Bereits in Kindertagen begann sie zu zeichnen.
Die zahlreichen Besuche im Café Gerbeaud nutzte das junge Mädchen für Beobachtungen der mondänen Damen an den Nebentischen. Sie war fasziniert von den Charakteren der Frauen. Ihre Gesichter, deren Schmerz mit einer dicken Schicht Makeup und intensiv rot geschminkten Lippen übertönt wurde, wirkten bizarr auf sie, meint die Künstlerin noch heute. Die Beobachtungen setzte sie in Zeichnungen und Malereien um. Einige dieser Werke fanden Eingang in die Kunstsammlung des Vaters.
Sie studierte von 1971 bis 1974 an der Kunstschule KISKÉPZÖ in Budapest, im Hauptfach Buchrestauration und Lederbearbeitung. Der Abschluss erfolgte 1974. Das Studium verhalf ihr zu einem Basiswissen in der Kunstgeschichte, zum Verständnis für Geometrie und Perspektive, Aktmalerei, ebenso wie zur Abbildung von Portraits von Mensch und Tier. „Eine irrsinnig tolle, spannende Zeit, im Rückblick betrachtet,“ so ihre Worte.
1976 ging sie der Liebe wegen nach Wien, doch die Beziehung hielt nicht lange. Eva Beresin heiratete 1981 nochmals. Ihr Mann führte das House of HiFi in der Wiener Neubaugasse. Der gemeinsame Sohn kam 1988 zur Welt. Als ihr Mann erkrankte, übernahm sie die Führung seines Unternehmens. Um diese neue Funktion mit ihren eigenen Fähigkeiten zu verbinden, gestaltete sie das Lokal um und brachte so auch ihre eigenen Werke ein.
Als weiteren Schaffensschwerpunkt in den 80er Jahren entwarf sie Gürtel und Taschen. Die Bearbeitung von Leder entsprach ihrer Ausbildung, die Fertigung erfolgte in kleiner Produktion in Ungarn.
Die Umgestaltung des eigenen Lokals zog weitere Kreise und Eva Beresin beschäftigte sich mehr und mehr mit der Gestaltung von Räumen. Sie übernahm die Neugestaltung von Restaurants, Arztordinationen, Diagnosezentren und Wohnungen.
Als Referenz-Projekte gelten die Neugestaltung einzelner Bereiche der Kuranstalt Bad Vöslau . Hier tragen der Eingangsbereich, das Restaurant und die Kabanen ihre Handschrift.
Das Naschmarktlokal Neni wurde von Eva Beresin gestaltet.
Die Diagnose Centren Imagin gehören bis heute zu ihren Auftraggebern.
Ihre Mutter starb 2007 und hinterließ ein Tagebuch mit Einträgen über ihre Zeit im Konzentrationslager Auschwitz. 2012 begann Eva Beresin sich mit diesem Tagebuch zu beschäftigen. Sie zog die teilweise kaum lesbare Bleistiftschrift Wort für Wort nach und „das Erlebte ihrer Mutter wurde so zu ihrem eigenen Leben“. Die ungarische Schrift übersetzte sie ins deutsche und veröffentlichte es in Buchform. Die erste Auflage der Publikation Acht und Neunzig Seiten erschien im September 2015 im Verlag für moderne Kunst.
Ihre Mutter Sári Erdélyi wird als Autorin genannt und Eva Beresin für das Design und die Übersetzung.
Die zweite Auflage erscheint 2018 in gemeinsamer Gestaltung mit Nino Stelzl.
Aus den Aufzeichnungen ging hervor, dass die Mutter mit 22 Jahren im Juni 1944 von einem Tag auf den anderen aus einem unbeschwerten, mondänen Leben gerissen, nach Auschwitz und anschließend ins Konzentrationslager Ravensbrück deportiert wurde. Im Mai 1945 erfolgte die Befreiung durch die Rote Armee.
Wohl wusste Eva Beresin über den KZ-Aufenthalt ihrer Mutter, doch ihre Eltern berichteten kaum über ihre Erlebnisse. Sie taten alles dafür, ihren beiden Mädchen ein unbeschwertes Leben zu ermöglichen und sie mit einer gewissen Leichtigkeit zu beschenken. Die Botschaft der Mutter war zeit ihres Lebens: „Wir sprechen nicht darüber, es ist Vergangenheit.“
Die Übersetzung des Tagebuchs änderte alles. Eva Beresin realisierte wie sehr auch ihr Leben von der Familiengeschichte beeinflusst wurde und wird. Und wie wenig sie bisher darüber wusste. Sie erhielt Klarheit für ihre eigene Geschichte, eine neue Sichtweise für und über ihr eigenes Leben.
Durch die Bearbeitung des Textes entstand eine Energie, die sie in vielen Bildern verarbeitete. Diese Werke waren meist kleinformatig und auf Seiten von Modemagazinen gemalt. Die verwirrenden Gedanken sollten schnell ver- und bearbeitet werden.
Im Sommer 2019 unternahm die Künstlerin eine lange geplante Reise nach Auschwitz in das KZ, in dem ein Großteil ihrer Familie ums Leben gekommen war. Sie selbst sagt: „Das Thema ist seitdem präsent, es ist in den Genen.“ Jedoch möchte sie nicht darauf reduziert werden.
Den nicht darstellbaren Grausamkeiten begegnete sie in ihrer Malerei dabei mit Humor und Ironie. „Trotz der vielen Mühen derer, die damals Mord und Vernichtung brachten, sind wir noch da.“ Beseelt von diesem Überlebensglück schöpft sie bis heute Schaffens- und Lebenskraft.

## Werk/Wirken
Die ersten Arbeiten von Eva Beresin entstanden bereits in Kindertagen.
Einige davon sind noch heute erhalten. Ein Bild aus dem Jahr 1963 – sie war gerade 8 Jahre – ist im Buch von Eva Beresin Thick Air wiedergegeben.
Sie sagt, der physische Vorgang sei ihr wichtig. Es geht ihr um die Verwendung von und das Hantieren mit Materialien, die sie unterschiedlich mixt, um zu sehen was dabei herauskommt.
Ihre Bilder stellen oft monumentale Werke dar, die von fantastischen Fabelwesen, Geistern und realen Personen ebenso bevölkert werden, wie von ihrem Alter Ego. Sie stellt sich selbst dar, wie sie sich nie geben würde, nackt mit rotem aufgestecktem Haar und rot geschminkten Lippen. Die überdimensionalen Füße schmücken rot lackierte Zehennägeln.
Ihre Methode:
- Sie nennt es freestyle, „wild und frei“
- Als Meisterin der Improvisation[5]
- Malt anstatt zu reden[4]
- Ihr Alter Ego malt sie, wie sie sich selbst nie präsentieren würde.[14]

Als Inspirationen dienen um die 140.000 Aufnahmen, Alltagsszenen, Bewegungen, Filme. Alles Gesehene hinterlässt einen Eindruck und beeinflusst ihr Werk.
Ab 2000 organisierte sie für einige Tage in privat angemieteten Räumlichkeiten Pop up-Ausstellungen ihrer Werke, oft gemeinsam mit Künstlerfreunden. Die erste Einzelausstellung wurde 2002 präsentiert, viele weitere folgten.
Die 2012 gestartete Aufarbeitung der schriftlichen Hinterlassenschaft ihrer Mutter leiteten einen Wandlungsprozess ein, einen Dialog mit den Familienmitgliedern, die die Künstlerin Eva Beresin nie kennenlernte. Das Malen half ihr das Gelesene zu verarbeiten, es entstanden an die 40 Arbeiten. Neben Bildern auch ein Stoffdesign, dass Eva Beresin aus einem 10 × 10 cm großen Entwurf ihrer Mutter als Rapport entwickelte. Mit Unterstützung von Melitta Rivers von Vienna Fabrics (ehemalige Firma Backhausen) wurde der Stoff produziert und sie designte dafür ein eigenes Möbelstück, einen klappbaren Schiwa-Hocker.
Ihre Bilder zeigen skurrile Fabelwesen, Tiere mit menschlichem Antlitz oder Menschen mit Tierköpfen ebenso wie Personen aus dem echten Leben. Werke einer neuen Periode entstanden, kraftvoll, den Horror mit Humor zu bekämpfen wurde zum Ziel.
Rückwirkend und im Unterbewusstsein hatten ihre Bilder – gemalte Geschichten – schon immer etwas mit dem Schicksal ihrer Familie zu tun, sie repräsentieren Verlustängste, Einsamkeit und Schmerz.
Die Bearbeitung des Tagebuchs ihrer Mutter mündete 2015 in einer Ausstellung in der Galerie Charim. Sie entschied sich, die Gesamtschau als eine Art Salon, etwas Intimes zu führen. Eine 14 Meter lange Wand wurde mit dem neu produzierten Möbelstoff verkleidet, ihre Ölbilder auf dem Stoff platziert. Die wenigen Schwarz-Weiß-Fotos aus 1943, die ihre Mutter noch in einer heilen Welt zeigten, vervollständigten die Präsentation. Europa stand zu diesem Zeitpunkt bereits mitten im Zweiten Weltkrieg, doch in Ungarn konnten Juden noch unbeschwert leben. (Geschichte der Juden in Ungarn)
Im Jahr 2019 entdeckte Kenny Schachter (amerikanischer Kunst-Influencer, Kunsthändler, Künstler, Kurator, Dozent und Kritiker) Eva Beresin auf Instagram. Er lud seine Neuentdeckung zur Teilnahme an der Kunstmesse Felix Art Fair nach Los Angeles ein. Damit gelang der Durchbruch. Sie fasste Fuß in den internationalen Kreisen von Kunstsammlern, Kuratoren und Galerien.
Zu einem der bekanntesten Werke gehört Thick Air aus der Coronazeit.
Die gleichnamige Ausstellung wurde 2024 in der Wiener Albertina präsentiert und beinhaltete Werke aus den Jahren 2020–2024. Die 30 Gemälde und zahlreichen Skulpturen repräsentierten den Einfluss der Ereignisse um die Coronapandemie auf die Künstlerin.
Im Oktober 2024 fand die Uraufführung ALTE MEISTERIN im Kosmos Theater (Wien) unter der Regie von Sara Ostertag statt. Die Produktion stellt eine Huldigung an die verstorbene Malerin Maria Lassnig dar. Eva Beresin mimte darin das weibliche Genie der zeitgenössischen Malerei und malte in dem Stück live und farbintensiv. 

## Publikationen
- Eva Beresin, Thick Air, The Wedding of Humor and Horror.[20] Hatje Cantz Verlag, Erscheinungsjahr 2024
- Eva Beresin im Gespräch mit Cordula Reyer.[21] Hatje Cantz Verlag, Erscheinungsjahr 2024
- mit Eszter Békefi, Sári Erdélyi: Acht und Neunzig Seiten.[22] Verlag für moderne Kunst Nürnberg, Erscheinungsjahr 2015, ISBN 978-3-903004-58-0, 1. Auflage
  - mit Eszter Békefi, Sári Erdélyi: Acht und Neunzig Seiten, 2. Auflage, die gemeinsam mit Nino Stelzl gestaltet wurde, erschien 2019 im Verlag für moderne Kunst.[23]

## Ausstellungen
Auflistung diverser Ausstellungen und zugehörige Publikationen

### Einzelausstellungen
Details zu Einzelausstellungen
- 2024
  - Eva Beresin - Offstage, CHARIM Gallery, Vienna, Austria[28]
  - Eva Beresin - Shared Fictions, Ruttokowski;68, Düsseldorf, Germany[29]
  - Eva Beresin – Thick Air, Albertina, Vienna, Austria[30][31][18][32][33][34][35]

- 2023
  - Absorbed by digestion, Althuis Hofland Fine Art, Amsterdam, Netherlands[36]

- 2022
  - Aktenkundig (On Record), Spazio Amanita, New York, NY[37][38]
  - A daily exercise of deadly sins and other nonsense, Fundación La Nave Salinas, Ibiza, Spain[39][40]
  - Hidden Messages, Charim Galerie, Vienna, Austria[41]
- 2021
  - SPARK Art Fair by Charim Galerie, Vienna, Austria[42]
  - Beware of the spirits that you call, M+B, Los Angeles, CA[43]
  - Artssima, Charim Galerie, Turin, Italy[44]
  - Constant Impermanence, Althuis Hofland Fine Art, Amsterdam, Netherlands[45][46]
- 2020
  - Nothing everything is special, OOPS Kenny Schachter online show[12]
  - Vienna Contemporary, Charim Galerie, Vienna, Austria[47]
  - We are back again, Charim Galerie, Vienna, Austria
  - Felix Art Fair curated by Kenny Schachter, Los Angeles, CA
- 2019
  - Transfer, Charim Galerie, Vienna, AustriaWeihnuka, Charim Galerie, Vienna, Austria[47]
  - Antwerp Art Weekend, Charim Galerie, Vienna, Austria
- 2017
  - Home sweet home (Parallel art fair Vienna), Charim Galerie, Vienna, Austria[47]
  - Out of the studio, Charim Galerie, Vienna, Austria[47]
  - Galeries choice (Parallel art fair Vienna), Charim Galerie, Vienna, Austria[47]
- 2016
  - Chaj Wekajam (Parallel art fair Vienna), Charim Galerie, Vienna, Austria[47]
- 2015
  - Eighty-nine pages, Charim Galerie, Vienna, Austria[47]
- 2008
  - Flatware, Vienna, Austria[47]
- 2005
  - New Images, House Wittgenstein, Vienna, Austria[47]
- 2004
  - BeSichter2, Vienna, Austria[47]
- 2003
  - beSichter, Vienna, Austria[47]
  - Perspective, Charim Galerie, Vienna, Austria[47]
- 2002
  - Expression, New Jersey Expression, Vienna, Austria[47]

### Gruppenausstellungen
- 2023
  - Waking Life, New York[37]
- 2022
  - MiArt, M+B, Milan, Italy[48]
  - Unsafe at Any Speed, curated by Kenny Schachter, Morton St. Partners, New York, NY[49]
  - Punk Tyrol, Spazio Amanita at the stable, S-Chanf, Switzerland[37]
  - GHOSTBUSTERS, Charim Galerie, Vienna, Austria[50]
- 2021
  - Mutt Life, two-person exhibition with Kenny Schachter, Allouche Benias Gallery, Athens, Greece[51]
  - The Loneliest Sport curated by Jacob Hyman and Caio Twombly, Spazio Amanita, New York[37]
  - The Frog Show, Real Pain, New York City, NY[52]
  - All About Eva (and me): New works by Eva Beresin & Kenny Schachter, Charim Galerie, Vienna, Austria[53][54]
  - Breadcrumbs: Art in the Age of NFTism, curated by Kenny Schachter, Galerie Nagel Draxler, Cologne, Germany[55]
  - Thanks for the Sour Persimmons, Philipp Zollinger Galerie, Zurich, CH[55]
  - Will-O-Wisp, Milan, Italy[37]
  - Posta Fata Resugo, Florence, Italy[37]
- 2019
  - Art Basel Miami "... As if I had already guessed...", published by artflash Berlin[56]

## Theateraufführungen
- 2024
  - ALTE MEISTERIN – Lassnig / Beresin / Bitzan

Koproduktion makemake produktionen und Kosmos Theater (Wien), Regie: Sara Ostertag